# Miren Lourdes Oñederra
Miren Lourdes Oñederra Olaizola, née le 9 juin 1958 à Saint-Sébastien, est une philologue, écrivaine et académicienne basque espagnole de langue basque. Écrivaine reconnue et linguiste de profession, elle est spécialisée dans la phonologie.

## Biographie
Lourdes Oñederra étudie à l'ikastola Maria Dolores Goya à sept ans, et plus tard au collège de l'Assomption à Saint-Sébastien. L'auteur rappelle que sa passion pour la littérature a émergé jeune. Elle fait des études de philologie et en 1980, elle se rend aux États-Unis, à l'université de l'Iowa, et y obtient une maîtrise en linguistique. De là, pour elle, il semblait clair que sa vie académique la porterait sur les chemins de la linguistique, et non de la littérature.
Lourdes Oñederra obtient un doctorat en philologie en 1987 et écrit sa thèse de doctorat sur la palatalisation basque. C'était la dernière thèse dirigée par Koldo Mitxelena. Elle publie plusieurs articles en phonologie basque: Euskal Fonologia: Palatalizazioa (1990) et Fonetika Fonologia Hitzez Hitz (2004). En plus d'enseigner à la faculté de philologie de l'université du Pays basque, elle devient membre de l'Euskaltzaindia ou Académie de la langue basque en 2007. Dans cette dernière, elle est membre du comité de prononciation (1993-1994) et directrice du groupe de travail dans le même champs d'étude créé plus tard (1994-1998).
Lourdes Oñederra est également chroniqueuse pour des magazines tels que Ere, Oh Euzkadi, Argia, Hika et Geu, et pour le journal Euskaldunon Egunkaria. Ses derniers articles de journaux ont été publiés dans la revue Bake Hitzak.
Lourdes Oñederra qui a appris le basque et l'espagnol en même temps, écrit en euskara par choix. Avec la publication en 1999 de Eta emakumeari sugeak esan zion (Et le serpent dit à la femme), son travail est basé sur l'écart énorme qui existe entre les femmes et les hommes. Le voyage que la protagoniste Teresa, fait à Vienne est une excuse pour décrire le cheminement intérieur de la femme. Les critiques ont tendance à associer son style avec ceux de Hanif Kureishi et de Marguerite Duras. À la suite du succès de cet ouvrage, elle publie des contes Anderson anderearen gutizia (Le caprice de Madame Anderson) et Beranduegi.
En 2000, elle reçoit le prix Euskadi dans la catégorie « Littérature en langue basque » pour sa nouvelle Eta emakumeari sugeak esan zion.